# Staro Selo (Sziszek)
Staro Selo falu Horvátországban, Sziszek-Monoszló megyében. Közigazgatásilag Sziszekhez tartozik.

## Fekvése
Sziszek városától légvonalban 15, közúton 22 km-re délre, Letovanci és Sjeverovac között fekszik. 

## Története
A települést 1526-ban „Zthara Zela ad Blynyawywar” néven említik először. A 16. század második felében a környező településekhez hasonlóan a török háborúk során elpusztult. A falut török veszély csökkenése után, valószínűleg a 17. század második felében, vagy a 18. század elején  telepítették be pravoszláv szerb lakossággal. 1773-ban az első katonai felmérés térképén „Dorf Sztaro Szello” néven szerepel. A falunak 1857-ben 544, 1910-ben 1025 lakosa volt.
A 20. század első éveiben a kilátástalan gazdasági helyzet miatt sokan vándoroltak ki a tengerentúlra. 1918-ban az új szerb-horvát-szlovén állam, majd később Jugoszlávia része lett. A II. világháború idején a Független Horvát Állam része volt. A háború után a béke időszaka köszöntött a településre. Enyhült a szegénység és sok ember talált munkát a közeli városokban. A falu 1991. június 25-én a független Horvátország része lett. A délszláv háború során szerb ellenőrzés alatt állt. A környező horvát falvak elleni szerb támadások egyik támaszpontja volt. A falut 1995 augusztusában a Vihar hadművelettel foglalta vissza a horvát hadsereg. 2011-ben 110 lakosa volt.

## Népesség
| Lakosság változása | Lakosság változása | Lakosság változása | Lakosság változása | Lakosság változása | Lakosság változása | Lakosság változása | Lakosság változása | Lakosság változása | Lakosság változása | Lakosság változása | Lakosság változása | Lakosság változása | Lakosság változása | Lakosság változása | Lakosság változása |
| ------------------ | ------------------ | ------------------ | ------------------ | ------------------ | ------------------ | ------------------ | ------------------ | ------------------ | ------------------ | ------------------ | ------------------ | ------------------ | ------------------ | ------------------ | ------------------ |
| 1857               | 1869               | 1880               | 1890               | 1900               | 1910               | 1921               | 1931               | 1948               | 1953               | 1961               | 1971               | 1981               | 1991               | 2001               | 2011               |
| 544                | 556                | 634                | 740                | 864                | 1.025              | 1.028              | 1.063              | 879                | 867                | 818                | 712                | 618                | 520                | 141                | 110                |